# Arthur Rachow
Arthur Rachow (* 13. Juni 1884 in Hamburg; † 2. Februar 1960 ebenda) war ein deutscher Amateur-Ichthyologe und Aquarianer. Er zählt zu den Pionieren der Aquaristik in Deutschland. Sein Hauptinteresse galt den Salmlern.

## Leben
Rachow wuchs unter ärmlichen Verhältnissen auf. Im Alter von 13 Jahren musste er zum Unterhalt seiner Familie beitragen. Nach dem Ende der Schulzeit erlernte Rachow das Buchdruckerhandwerk und arbeitete anschließend im Maschinensaal des „Hamburger Fremdenblattes“. Durch seine Zielstrebigkeit konnte er sich schließlich in seinem Wunschberuf als Kaufmann qualifizieren. Bereits vor dem Ersten Weltkrieg veröffentlichte Rachow zahlreiche Beiträge in der aquaristischen Fachpresse, in denen er vor allem Neuheiten vorstellte. 1921 verfasste Rachow seine einzige wissenschaftliche Erstbeschreibung zum Bunten Prachtkärpfling (Aphyosemion australe), die erstmals 1913 lebend nach Europa eingeführt wurde. Sein 1928 veröffentlichtes Werk Handbuch der Zierfischkunde zählt zu den Standardwerken der deutschsprachigen Aquaristikliteratur. Bereits 1927 erschien eine gekürzte englische Ausgabe dieses Buches unter dem Titel Tropical Aquariafish Catalogue. Von 1935 bis 1956 arbeitete er neben Hermann Meinken und Maximilian Holly an der Loseblattsammlung Die Aquarienfische in Wort und Bild (1934–1967) mit, für die er 229 Texte schrieb. Von 1935 bis 1937 war Rachow Leiter der Fischbestimmungsstelle des Verbandes Deutscher Aquarien- und Terrarienvereine e. V. (V.D.A.).
Arthur Rachow ruht auf dem Friedhof Ohlsdorf (Planquadrat BK 54).

## Trivia
Einer von Rachows Lehrern in der Volksschule war Christian Brüning (1860–1943), einer der Mitbegründer des Verbandes Deutscher Aquarien- und Terrarienvereine e. V. im Jahr 1911.

## Dedikationsnamen

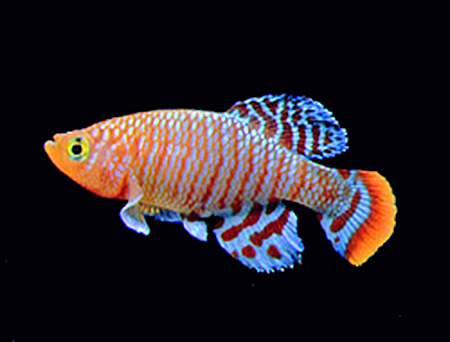
Rachows Prachtgrundkärpfling (Nothobranchius rachovii), nach Arthur Rachow im Jahr 1926 durch Ernst Ahl benannt

Nach Rachow sind die Arten Nothobranchius rachovii, Characidium rachovii, Heterophallus rachovii, Iguanodectes rachovii sowie die Gattungen Rachovia (Typusart Rachovia brevis) und Rachoviscus (Typusart Rachoviscus crassiceps) benannt.